# Diário de Merer
O Diário de Merer (Papiro Jarfe A e B) são diários de bordo escritos há mais de 4500 anos, que registram as atividades diárias dos trabalhadores que participaram na construção da Grande Pirâmide de Gizé. O diário de Merer é a primeira referência histórica que descreve a vida diária das pessoas que trabalharam na construção da grande pirâmide. O arqueólogo egípcio, Zahi Hawass, descreve os textos como "a maior descoberta no Egito, no século 21". O papiro está exposto no Museu Egípcio, no Cairo.
O texto foi encontrado em 2013 por uma missão francesa, sob a direção de Pierre Tallet, da Universidade de Sorbonne em uma caverna, em Uádi Aljarfe. O texto está escrito em hieróglifo e hierático, em papiro. Estes papiros são os mais antigos, com texto, já encontrados. O diário de Merer, é do ano 26 do reinado do Faraó Quéops. O texto descreve vários meses de trabalho com o transporte de calcário, de Tora até Gizé. Merer foi um oficial médio, com o título de inspetor (sHD). Ele era responsável por trazer as pedras das pedreiras de Tora para o local da pirâmide. As pedras eram provavelmente as utilizadas no revestimento externo da pirâmide. A cada dez dias, duas ou três viagens de ida e volta eram concluídas. Cerca de 40 marinheiros trabalhavam sob seu comando. O período abrangido nos papiros se estende de julho a novembro.
Os campos nos diários de bordo estão todos dispostos ao longo da mesma linha. No topo há um cabeçalho nomeando o mês e a estação. Abaixo, há uma linha horizontal listando os dias dos meses. Abaixo dos campos para os dias, há sempre duas colunas verticais descrevendo o que aconteceu nestes dias (Seção B-II): [Dia 1] O diretor de 6 Idjeru manda para Heliópolis, em um barco de transporte, para nos trazer comida de Heliópolis enquanto a elite está em Tura, Dia 2 O Inspetor Merer passa o dia com sua tropa arrastando pedras em Tora Norte; passando a noite em Tora Norte.
Além de Merer, algumas outras pessoas são mencionadas nos fragmentos. O mais importante é Ancafe, que também é conhecido de outras fontes. Nos papiros ele é chamado de nobre (iry-pat) e supervisor de Raxi-Cufu. O último lugar ficou o porto de Gizé, por onde as pedras para a construção da pirâmide chegaram. Vários locais são mencionados nos diários de bordo. Tora Norte e Tora Sul são as pedreiras. Raxi-Cufu é o porto de Gizé.